# Roland Schäfer (Politiker)

Roland Schäfer, Bürgermeister i. R., Portrait-Foto von 2018

Roland Schäfer (* 29. Juli 1949 in Lemgo, Kreis Lippe) ist ein deutscher Verwaltungsjurist und Kommunalpolitiker (SPD). Er war bis Oktober 2020 hauptamtlicher Bürgermeister der Stadt Bergkamen. Ehrenamtlich ist er Ehrenpräsident des Deutschen Städte- und Gemeindebundes und Ehrenpräsident des Städte- und Gemeindebundes Nordrhein-Westfalen. Bis Ende 2018 war er auch einer der Vizepräsidenten des Deutschen Sparkassen- und Giroverbandes (DSGV).

## Leben
Nach seinem Abitur im Jahr 1968 auf dem neusprachlichen Zweig des Leopoldinum I in Detmold studierte Schäfer Rechtswissenschaften an der Universität Bielefeld und absolvierte ein Ergänzungsstudium an der Deutschen Universität für Verwaltungswissenschaften Speyer.
Nach dem zweiten juristischen Staatsexamen im Jahr 1977 folgten Berufstätigkeiten an der Juristischen Fakultät der Universität Bielefeld am Lehrstuhl von Hans-Jürgen Papier, in verschiedenen Dezernaten bei der Bezirksregierung Arnsberg unter Regierungspräsident Richard Grünschläger, in der Verwaltung des Kreises Soest und in der Kommunalabteilung des Innenministeriums des Landes Nordrhein-Westfalen unter Innenminister Herbert Schnoor.
Im Januar 1989 wurde Roland Schäfer vom Rat gewählter Stadtdirektor der Stadt Bergkamen. 1998 wählte ihn der Rat der Stadt zum hauptamtlichen Bürgermeister. Die Direktwahl zum Bürgermeisteramt konnte er 1999, 2004, 2009 und 2014 gewinnen. Nach fast 32 Jahren an der Spitze der Stadt trat Schäfer bei der Kommunalwahl am 13. September 2020 nicht mehr an. Seine Amtszeit endete damit mit Ablauf des 31. Oktober 2020.
Schäfer gehörte ehrenamtlich zahlreichen Gremien des Finanzsektors an, so bis Oktober 2020 dem Verbandsverwaltungsrat des Sparkassenverbandes Westfalen-Lippe (SVWL).
Er war bis Ende 2022 Mitglied im Vorstand des Deutschen Sparkassen- und Giroverbandes (DSGV), bei dem er bis Ende 2018 einer der Vizepräsidenten war.
Schäfer war seit dem 1. Februar 2010 bis Juli 2020 Mitglied des Verwaltungsrates der DekaBank Deutsche Girozentrale. Schon zuvor war er bis 30. Juni 2008 Mitglied in diesem Gremium.
Ebenso wie sein Vorvorgänger als Bergkamener Verwaltungschef, Alfred Gleisner, engagiert sich Roland Schäfer seit etwa drei Jahrzehnten für die kommunale Selbstverwaltung. Seit dem Jahr 2000 wurde er in verschiedene ehrenamtliche Spitzenfunktionen der kommunalen Spitzenverbände der kreisangehörigen Städte und Gemeinden auf Ebene des Bundes und des Landes NRW gewählt. Er ist seit Juli 2020 Ehrenpräsident des Deutschen Städte- und Gemeindebundes (DStGB) mit Sitz in Berlin und zugleich seit Mai 2021 Ehrenpräsident des Städte- und Gemeindebundes Nordrhein-Westfalen (StGB NRW) mit Sitz in Düsseldorf, dem kommunalen Spitzenverband der kreisangehörigen Städte und Gemeinden in NRW.
Auf europäischer Ebene ist er Ehrenmitglied der Konföderation der Gemeinden und Städte Europas (KGSE) (Confederation of Towns and Municipalities of Europe - CTME).
Seit Dezember 2021 ist Schäfer Honorary President von PES Local | Socialist Local Representatives in Europe (früher: Union der Sozialdemokratischen Kommunal- und Regionalpolitiker Europas - USKRE). Ein Verband, in dem er seit 2009 ordentliches Mitglied und zeitweise Präsident bzw. Vizepräsident war.
Auf internationaler Ebene war Roland Schäfer im Weltverband der Kommunen, dem United Cities and Local Governments (UCLG), seit der Gründung im Mai 2004 bis Oktober 2020 Mitglied der General Assembly, des World Council und des Executive Bureau.
Roland Schäfer ist verheiratet und hat eine Tochter und einen Sohn.

## Mitgliedschaften
In die SPD ist Roland Schäfer 1983 eingetreten. Er war bis Juni 2020 Mitglied im 2010 neu geschaffenen Kommunalbeirat beim SPD-Parteivorstand.
In der Sozialdemokratischen Gemeinschaft für Kommunalpolitik war er kooptiertes Mitglied im Vorstand der SGK NRW und der Bundes-SGK.
In der PES-Local = Euro-SGK (früher: Union der Sozialdemokratischen Kommunal- und Regionalpolitiker Europas – USKRE), der kommunalpolitischen Organisation der PES - Party of European Socialists, europäische Partei, siehe Sozialdemokratische Partei Europas war er von Juni 2015 bis Mai 2018 Präsident, seitdem war er bis November 2021 1. Vizepräsident. Am 2. Dezember 2021 wurde er zum Ehrenpräsidenten des Verbandes gewählt.
Seit 1989 ist er Mitglied der Gewerkschaft IG BCE.

## Ehrungen
Für seine Verdienste um das Sparkassenwesen erhielt Schäfer im Jahr 2000 die Westfälisch-Lippische Sparkassenmedaille des Sparkassenverbandes Westfalen-Lippe.
Im Juni 2016 wurde ihm die Ehrenmedaille der Stadt und Gemeinde Wieliczka, Polen, verliehen für langjährige Förderung der deutsch-polnischen Städtefreundschaft.
Im Mai 2018 verlieh ihm der Landesverband der Kleingärtner Westfalen und Lippe die Große Goldene Ehrennadel des Landesverbandes für den Einsatz für das Kleingartenwesen auf Landes- und Bundesebene.
Im März 2019 erhielt er die Deutsche Feuerwehr-Ehrenmedaille des Deutschen Feuerwehrverbandes (DFV), in Würdigung hervorragender Leistungen auf dem Gebiet des Feuerwehrwesens.
Im Juni 2020 wurde Schäfer zum Ehrenpräsidenten des Deutschen Städte- und Gemeindebundes  ernannt, für sein mehr als zwanzigjähriges Engagement in den Spitzenpositionen des Verbandes.
Im Oktober 2020 verlieh ihm die Wehrführung der Freiwilligen Feuerwehr Bergkamen den Ehrentitel "Ehrenbrandmeister" für seinen mehr als dreißigjährigen Einsatz für die Freiwillige Feuerwehr.
Im Dezember 2020 ernannte ihn der Rat der Stadt Bergkamen durch einstimmigen Beschluss zum "Ehrenbürgermeister der Stadt Bergkamen", in Anerkennung seiner mehr als zwanzigjährigen Tätigkeit als hauptamtlicher Bürgermeister der Stadt
Im Mai 2021 wurde Schäfer zum Ehrenpräsidenten des Städte- und Gemeindebundes Nordrhein-Westfalen  ernannt, für sein mehr als zwanzigjähriges Engagement in den Spitzenpositionen des Verbandes.
Im Oktober 2021 erfolgte die Verleihung des Ehrenbürgerrechts der Stadt Hettstedt, Sachsen-Anhalt, als Dank für den Einsatz beim Aufbau der demokratischen kommunalen Selbstverwaltung in Hettstedt nach dem Fall der Mauer in den Jahren ab 1990.
Ebenfalls im Oktober 2021 erhielt er in Würdigung des jahrzehntelangen Einsatzes für die kommunale Selbstverwaltung im Land Nordrhein-Westfalen, in der Bundesrepublik und auf internationaler Ebene das Verdienstkreuz Erster Klasse des Verdienstordens der Bundesrepublik Deutschland.
Im Mai 2022 (Ausstellungsdatum 12/2020) wurde ihm die Große Westfälisch-Lippische Sparkassenmedaille des Sparkassenverbandes Westfalen-Lippe überreicht, für besondere Verdienste um das Sparkassenwesen auf lokaler, regionaler und nationaler Ebene
Im Juni 2023 wurde Roland Schäfer die Willy-Brandt-Medaille verliehen, die höchste Auszeichnung der Sozialdemokratischen Partei Deutschlands.

## Schriften
- Marina Rünthe - von Bergkamen in die Welt. Eine Erfolgsgeschichte im Strukturwandel des Ruhrgebietes, in: Dr. Peter Kracht (Hrsg.) Schönes Westfalen - Jahrbuch 2022, S. 69–76, Münster  2021, ISBN 978-3-402-15828-9
- Managementkompetenz und Selbstorganisation: Zur Notwendigkeit fachlicher Qualitäten, in: Beutel/Winkel/Zimmermann (Hrsg.) Handbuch Berufsbild Bürgermeister - Was Bürgermeisterinnen und Bürgermeister in ihr Amt mitbringen sollten, S. 241–250, Wiesbaden 2021, ISBN 978-3-8293-1688-0
- Kommentierung zu §§ 118 und 119 LBG NRW ("Kommunale Wahlbeamte") (zusammen mit Bernd Roreger), in: Brinktrine/Heid (Hrsg.), Beamtenrecht Nordrhein-Westfalen, Kommentar, C.H.Beck-Verlag, München 2020, S. 624–644, ISBN 978 3 406 74788 5.
- Kommunalverfassungsgesetze Nordrhein-Westfalen, (Mit-Herausgeber und Einführung S. 7–19, zusammen mit Johannes Winkel), Textausgabe, 5. Aufl., Wiesbaden 2020, ISBN 978-3-8293-1488-6.
- Kommunen stehen im Wettbewerb, Beitrag auf Seite 24 – 30 in: Dominic Multerer, Die 10 Gebote für Kommunen – Marktorientiertes Denken & Handeln wird der Schlüssel sein, 5 Sterne Verlag 2020, ISBN 978-3981898095
- Versammlungs-, Sitzungs- und Diskussionsleitung im kommunalen Bereich (zusammen mit Th. Hartl), 5. Aufl., Wiesbaden 2018, ISBN 978-3-8293-1419-0.
- Kommunale Aufsichtsratsmitglieder – Rechtsstellung kommunaler Vertreter in Aufsichtsräten privater Unternehmen (zusammen mit Bernd Roreger), Kommunal- und Schul-Verlag, 2. Aufl., Wiesbaden 2018, ISBN 978-3-8293-1278-3.
- Handbuch Flüchtlingsrecht und Integration, (Mit-Herausgeber und Vorwort S. 15–16, zusammen mit Hubert Meyer und Klaus Ritgen), 2. Aufl., Wiesbaden 2018, ISBN 978-3-8293-1325-4
- Chancen und Grenzen des Einsatzes ehrenamtlicher Helfer bei der Aufnahme und Unterbringung von Flüchtlingen (zusammen mit Juditha Siebert). In: Meyer, Ritgen, Schäfer (Hrsg.) Handbuch Flüchtlingsrecht und Integration S. 383–392, 2. Aufl. Wiesbaden 2018, ISBN 978-3-8293-1325-4
- Bürgermeister: Warum ist es das schönste Amt auf dieser Welt?. In: 65 Jahre Kommunal- und Schul-Verlag – Kommune – Staat – Verwaltung, Wiesbaden 2014, ISBN 978-3-8293-1200-4, S. 113–130
- Kommunalverfassungsgesetze Nordrhein-Westfalen, (Mit-Herausgeber und Einführung S. 7–16, zusammen mit Johannes Winkel), Textausgabe, 4. Aufl., Wiesbaden 2014, ISBN 978-3-8293-1117-5.
- Held/Winkel (Hrsg.), Gemeindeordnung Nordrhein-Westfalen, (Mit-Autor), Kommentar, 3. Aufl., Wiesbaden 2014, ISBN 978-3-8293-1142-7.
- Rekommunalisierung – Fallstricke in der Praxis. In: Hartmut Bauer/Christiane Büchner/Lydia Hajasch (Hrsg.), Rekommunalisierung öffentlicher Daseinsvorsorge, KWI Schriften 6, Universitätsverlag Potsdam 2012, ISBN 978-3-86956-170-7, S. 73–80.
- Der Bürgermeister. In: Handbuch für Bürgermeister (Reihe Bürgermeisterpraxis), Wiesbaden 2010, ISBN 978-3-8293-0924-0, S. 27–56
- Politische Steuerung kommunaler Unternehmen (zusammen mit Bernd Roreger). In: Sozialdemokratische Gemeinschaft für Kommunalpolitik in NRW e.V. (Hrsg.): Praxis der Kommunalpolitik – Kommunale Aufgaben im Überblick. SGK-Schriftenreihe Band Nr. 24 – III, Düsseldorf 2009, ISBN 978-3-937541-10-5, S. 311–324
- PPP: „Wir wollen Mut machen“ – Reelle Chancen für einen Erfolg. In: Frank Baumgärtner, Thomas Eßer, Rudolf Scharping (Hrsg.): Public Private Partnership in Deutschland – Das Handbuch. Frankfurt a. M. 2009, ISBN 978-3-89981-183-4, S. 64–76
- Aktuelle Entwicklungen des Vergaberechts aus kommunaler Sicht. In: Jan Ziekow (Hrsg.): Vergaberecht, Sonderheft 2a „Speyerer Vergaberechtstage 2008“, Werner Verlag, Köln 2009, ISSN 1617-1063.
- PPP-Perspektiven: ÖPP Deutschland AG, 15 %-Ziel und Finanzmarktkrise – aus Sicht der Städte und Gemeinden. In: Detlef Knop (Hrsg.): Public Private Partnership Jahrbuch 2009. ConVent GmbH, Frankfurt a. M. 2009, ISBN 978-3-00-027396-4.
- Rekommunalisierung – Modetrend oder neues Politikphänomen? In: Financial Gates GmbH (Hrsg.): Der Neue Kämmerer – Jahrbuch 2008. Friedberg 2008, ISBN 3-89981-921-7.
- PPP im öffentlichen Hochbau – wichtige Entwicklungen aus kommunaler Sicht. In: Detlef Knop (Hrsg.): Public Private Partnership Jahrbuch 2007. ConVent GmbH, Frankfurt a. M. 2007, ISBN 978-3-00-020892-8.
- Erwartungen an die Vergaberechtsreform. In: forum vergabe e.V. (Hrsg.): Elfte Badenweiler Gespräche. Bundesanzeiger Verlag, Berlin 2006, ISBN 3-89817-619-3.
- Kommunale Aufsichtsratsmitglieder: Rechte, Pflichten, Haftung, Strafbarkeit – Rechtsstellung kommunaler Vertreter in Aufsichtsräten privater Unternehmen (zusammen mit B. Roreger). Dietz-Verlag, Bonn, 2. Aufl. 2004, ISBN 3-8012-0341-7.
- Landesbeamtenrecht Nordrhein-Westfalen (zusammen mit M. Turk u. J. Scharwey). In: Praxis der Kommunalverwaltung, C17 NW, Loseblatt, Stand Juni 2004, Kommunal- und Schulverlag, Wiesbaden, ISBN 3-88061-474-1.
- Der Bürgermeister zwischen Kommunalpolitik und Kommunalverwaltung. In: J. Ipsen u. J. Oebbecke (Hrsg.): Kommunalverfassung im Zeichen der Eingleisigkeit, 12. Bad Iburger Gespräche. Universitätsverlag Rasch, Osnabrück 2002, ISBN 3-935326-71-8.
- Zuwanderung und Integration aus kommunaler Sicht In: G. Schneider und F.-J. Jelich (Hrsg.): Netze und lose Fäden – Politische Bildung gegen gesellschaftliche Desintegration. Wochenschau-Verlag, Schwalbach/Ts. 2002, ISBN 3-87920-086-6.
- Wächst zusammen, was zusammenwachsen soll? – Deutschland 10 Jahre danach. In: U. Teichmann, J. Wolff (Hrsg.): Das Haus im Griff. WIB Kolleg Verlag, Berlin 2001, ISBN 3-933913-04-7.
- Kommunal online: von der bürokratischen zur interaktiven Verwaltung – Multimedia-Leitfaden für Kommunen und Regionen (Co-Autor). Deutscher Städte- und Gemeindebund / Konrad-Adenauer-Stiftung (Hrsg.): Schriftenreihe des DStGB, Bd. 1, Erich-Schmidt-Verlag, Berlin 1998, ISBN 3-503-05072-8.
- The importance of further education during structural change: a case study based on the town of Bergkamen. In: C. Critcher, K. Schubert, D. Waddington (Hrsg.): Regeneration of the Coalfield Areas – Anglo-German Perspectives. Anglo-German Foundation, London 1995, ISBN 1-85567-205-7

Hinzu kommen eine Reihe von Vorträgen sowie Aufsätze in Fachzeitschriften zu juristischen und kommunalpolitischen Themen.